# Carlos Meneses
Carlos Meneses Cárdenas "Coco Meneses" (Lima, 1929) es un periodista y escritor peruano.

## Biografía
Ingresó en las filas del periodismo y de la literatura casi simultáneamente a finales de los años cuarenta. Como periodista trabajó primero en las revistas “Equipo” y “Ya” ambas de Lima, y un año más tarde en el diario “Última Hora”. Estudió Literatura en la Universidad de San Marcos y en la Facultad de Letras de Buenos Aires.
En 1958, obtuvo el premio Nacional de Teatro del Perú con la obra “La noticia” que fue representada ese mismo año en el teatro La Cabaña.
A finales de 1960 y tras colaborar en redacciones de Santiago de Chile, Buenos Aires, Montevideo y Río de Janeiro, marchó a Europa. Vivió en París, Aix- en – Provence, Roma, Stuttgart, Berlín y Madrid, donde empezó sus estudios de periodismo en la Escuela Oficial de Periodismo, que continuó ya trabajando en la redacción del diario ”Baleares” de Palma de Mallorca. Posteriormente lo hizo en “Diario de Mallorca”, “El día 16/El Mundo” y “Ultima Hora”.
En 1973 publicó su primer libro en España, la biografía y crítica de la obra del poeta peruano Carlos Oquendo de Amat. A esta publicación seguirían hasta 31 títulos que se han de incrementar con la aparición en el Perú de dos conjuntos de cuentos.Escribano, Pedro (mayo de 2006). «Solo escribo sobre la realidad». La República. Archivado desde el original el 8 de enero de 2014. Consultado el 9 de febrero de 2014.
Desde el 23 de diciembre de 1963 vive en Palma de Mallorca.

## Obra literaria
No se dedicó a un solo género literario.

### Novelas
- La muchacha del bello tigre, Ediciones Noega, Gijón 1983, ISBN 9788486015251
- Bobby estuvo aquí, Premiá Editora, México DF. 1990, ISBN 9789684345133
- El amor según Toribia Ilusión , Editorial Ronsel, Barcelona 1994, ISBN 9788488413567
- Huachos Rojos, Lima 1995, Editorial Barro Pensativo. (En 2003 se publicó la reedición)
- A quién le importa el prójimo Ediciones Coyoacán, México DF 2000.
- Edén Moderno, Algar editorial, Valencia 2004 (premio Ciudad de Valencia 2002)
- El héroe de Berlín, editorial San Marcos, Lima 2006 (presentado en Lima, Madrid , Barcelona  en 2007, Múnich y Viena 2008).

### Cuentos: microrrelatos
- Seis y seis ,Premiá  Editora México DF 1979.
- Todo al vuelo, Palma de Mallorca, 2001.
- Un café en la luna, Valencia, 2009.
- El fracaso llega puntual,  Lima.  2011.
- Enanos que pueden crecer,  Editorial Micrópolis, Lima.  2016.

### Teatro
- La noticia, premio Nacional de teatro del Perú. Lima 1958

### No ficción
Publicados entre 1970 y 2000:
- Poemas de juventud de J.L. Borges
- El primer Borges, Editorial Fundamentos, 1999, ISBN 9788424508340.
- Miguel  Ángel Asturias, poeta
- Jorge Guillén.
- "Tránsito de Oquendo de Amat" 1973, ISBN 8473070194, Inventarios Provisionales Editores  S.A., Las Palmas de Gran Canaria

## Premios
- 1958, Nacional de teatro del Perú por “La noticia”
- 1968, Premio de cuentos de Valladolid “Amalia”
- 1985, Premio de periodismo literario
- 2004, Premio Blasco Ibáñez, Ciudad de Valencia por “Edén Moderno”
- 2006, Premio de cuentos ciudad de Peñíscola  por “Lo que puede un pianista”[3][4]

## Conferencias y viajes
Ha ofrecido conferencias sobre César Vallejo, Oquendo de Amat, Jorge Luis Borges, Miguel A. Asturias, Jorge Guillén, Rafael Barrett, Ciro Alegría

## Colaborador de revistas literarias
Se citan algunas revistas: “Insula”, “Gaceta literaria”, en España. “Libre” París y revista de la Universidad de Toulouse. En Alemania Heildelberg, revista universitaria. Otras revistas en el Perú, Santiago de Chile, Buenos Aires, Montevideo, Venezuela, Colombia, México, Cuba y algunas otras publicaciones de otros países. Estas colaboraciones se realizaron entre 1968 y 2007.